# C-Tran
A C-Tran (logóján C-TRAN, teljes nevén Clark County Public Transit Benefit Area Authority) a Washington állambeli Clark megye közlekedésszervezője. A vállalat többek között Vancouvert, Battle Groundot, Camast és Washougalt szolgálja ki. Az 1981-ben alapított cég menetrend buszokat, a mozgáskorlátozottak szállítására létrehozott C-Van rendszert és a The Connector telebuszt üzemelteti, mely utóbbi Camast köti össze La Centerrel és Ridgefielddel. Az előbbieken kívül a vállalat expresszbuszokat is üzemeltet, amelyek az Oregon állambeli Portland belvárosa, a Parkrose/Sumner és Delta Park könnyűvasúti megállók, a Lloyd negyed, és az Oregoni Egészségtudományi Egyetem felé közlekednek.
A szervezet három buszpályaudvart (Vancouver Mall, Fisher's Landing és 99th Street), valamint három P+R parkolót (Salmon Creek, Evergreen, és Andresen) is fenntart. A 21 járaton közlekedő 108 autóbusz és 52 mozgáskorlátozottakat szállító kisbusz naponta összesen 23 290,5 kilométert tesz meg.

## Történet

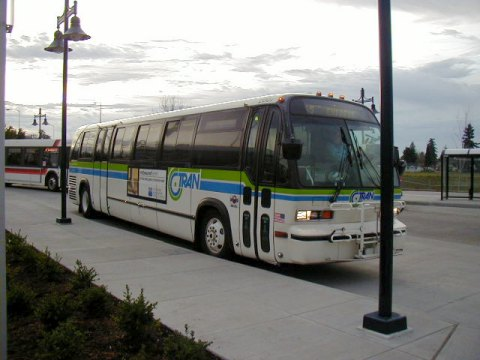
1982-es General Motors RTS; a típus már nem üzemel

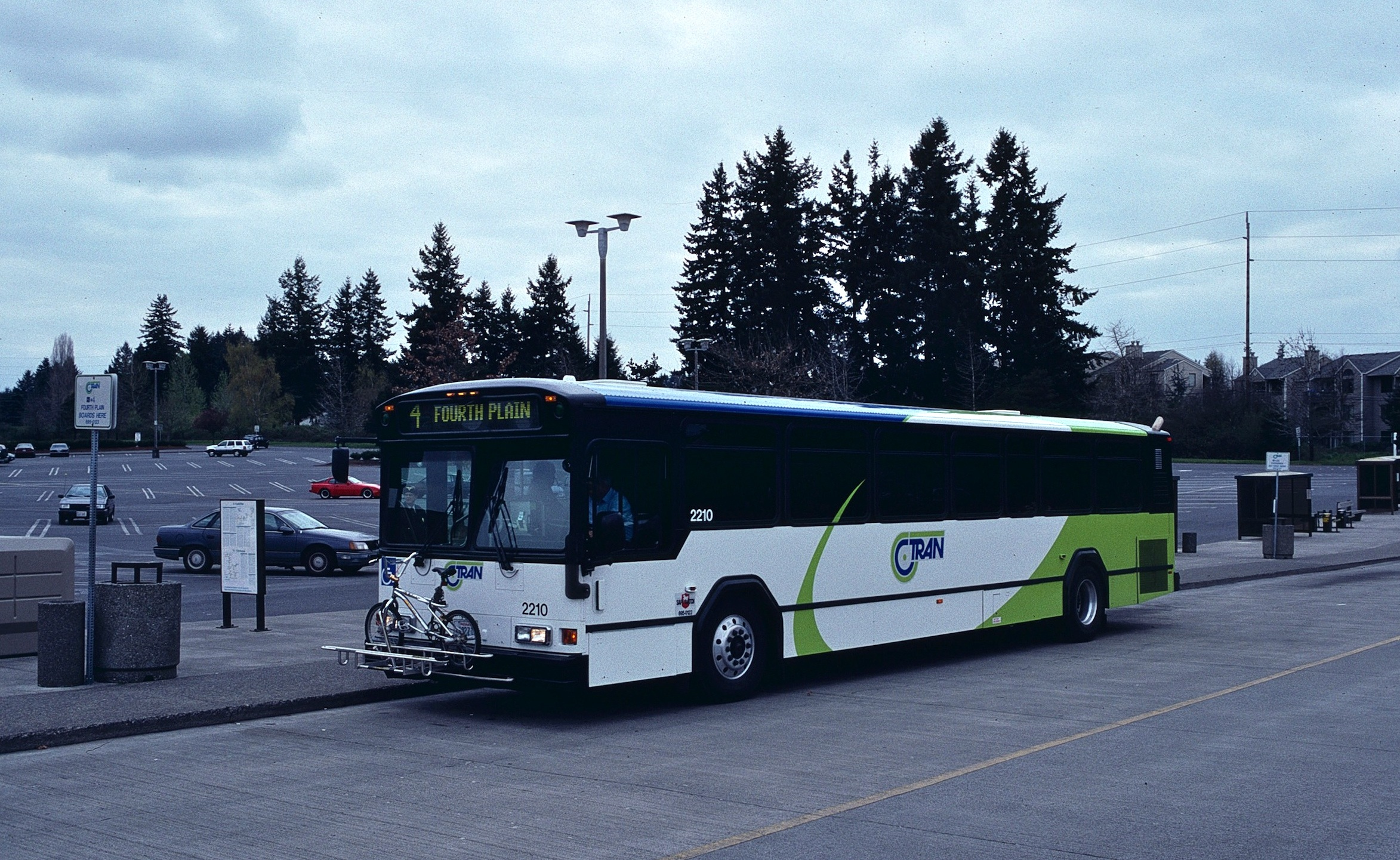
Gillig Phantom az új színtervvel

### Járatbővítések
A vállalat 2000. június 1-jén nyitotta meg keleti telephelyeként funkcionáló Fisher's Landing buszpályaudvarát, amely az Evergreen Transit Centert váltotta fel; ez utóbbi helyén ma P+R parkoló működik. Ezzel egy időben számos Clark megyét és Vancouvert kiszolgáló buszjáratukat terelték el, illetve sűrítették menetrendjüket. Az új pályaudvar Vancouver keleti részét köti össze Camas és Washougal városokkal, valamint a Portland északkeleti részén elhelyezkedő Parkrose/Sumner Transit Center vasúti megállóval. Ugyanekkor tették könnyebbé az átszállást saját és a TriMet járatai között. Korábban a buszokon a járatokra dedikált jegyeket lehetett váltani, amelyek csak az adott járaton voltak érvényesek, viszont azóta bevezették az új rendszert (Day Code, ma Day Pass), amely nyolc betű valamelyikével (M, J, I, E, X, D, B és C) jelöli az érvényességet.

### Adóemelés
2004 szeptemberében elbukott a javaslat, ami alapján az érvényben lévő 7,7-os forgalmi adót 0,3%-kal emeljék; a szavazásra jogosultak 53,67%-a (85 684 fő) ellenezte a javaslatot, miközben csak 46,33% (73 959 fő) támogatta.
Az emelésre azért lett volna szükség, mert Washington állam 1998-ban eltörölte a gépjárművek regisztrációs adóját, és így kívánták biztosítani a C-Tran forrásait.
Mivel nem jutottak hozzá a szükséges összeghez, járataikat 2005. szeptember 25-én 46%-kal ritkították, amely mind a menetrend szerinti járatokat, mind a kisbuszokat érintette. A csökkentés mindenm a Salmon-pataknál elhelyezkedő P+R parkolótól északabbra közlekedő járatot megszüntetett volna, így Ridgefield lakosait sem érték volna el a járatok; emellett a Fisher's Landing Transit Centertől keletre, Camas és Washougal felé járó buszok, illetve a portlandi expresszjáratok is megszűntek volna. A javaslat szerint továbbá drasztikusan nő a járatok követési ideje, ez alól kivétel a 165-ös Parkrose Express, amelyet sűrítenének.
A Portland belvárosa felé induló buszokat a 205-ös Interstate-5 Shuttle, a 234-es Salmon Creek és a 257-es BPA Shuttle járatokkal kívánták kiváltani; ezek mindegyike a Metropolitan Express Delta Park/Vanport megállóhelyénél végállomásozna.
A fentieken kívül be szerettek volna zárni kettő P+R parkolót, a hét közbeni üzemidőt 20 órára korlátozni, a hétvégi menetek nagy részét megszüntetni, valamint a dolgozók számottevő részét is elküldték volna.
A bevételkiesés ellensúlyozására emelték a jegy- és bérletárakat, megszüntették az ingyenes utazás lehetőségét és felszámolták a cég és a TriMet közötti tarifaközösséget.
2005 szeptemberében új finanszírozási modellt fogadtak el, így a Portland Transit Mallhoz közlekedő járatokat visszaállították.

### Új díjszabás
2005 májusában az új, két lépcsős struktúra bevezetésének első lépéseként új jegyrendszert vezettek be. A 165-ös Parkrose Express busz kivételével minden, Portlandbe átjáró vonal prémium szolgáltatásnak minősült, így sem a C-Tran, sem a TriMet bérletei nem voltak érvényesek rájuk. A buszokon csak a 105 dolláros prémiumbérlettel (amit minden más járaton elfogadtak) vagy a három dolláros feláras jeggyel lehetett utazni. A jegyeket a járműre való felszálláskor ellenőrizték.
A C-Zone jeggyel rendelkezőknek minden felszálláskor külön fizetniük kell, vagy napijegyet szükséges váltaniuk. Ez a jegyfajta csak a C-Tran alapjáratain érvényes, viszont a GoAnywhere Express napijegy a TriMet járatain és a Portland Streetcaron is utazásra jogosít. A C-Tran és a TriMet megállapodása alapján egymás összvonalas bérleteit továbbra is elfogadják.
2005. szeptember 25-ével a C-Tran járatai felét megszüntetni kényszerült volna, viszont egy népszavazás eredményének köszönhetően megkapták a szükséges szövetségi támogatást, így a buszközlekedés a kétezres évek előtti állapotába állhatott vissza, valamint kisebb városokat (Ridgefield és La Center) is kiszolgálhattak.

### A szolgáltatási körzet átszervezése
2005. július 1-jével a kiszolgált terület Clark megye egészéről Vancouver, Battle Ground, Camas, La Center, Washougal és Yacolt városokra, valamint a Vancouver környéki településekre korlátozódott. A jövőben a finanszírozást érintő kérdésekben csak az érintett területeken élők dönthetnek.
2005 szeptemberében a lakosság hozzájárult az ÁFA 7,7-ről 7,9%-ra való növeléséhez, így a buszok továbbra is közlekedhetnek, illetve a cég tovább növekedhet.

### 2010-es évek

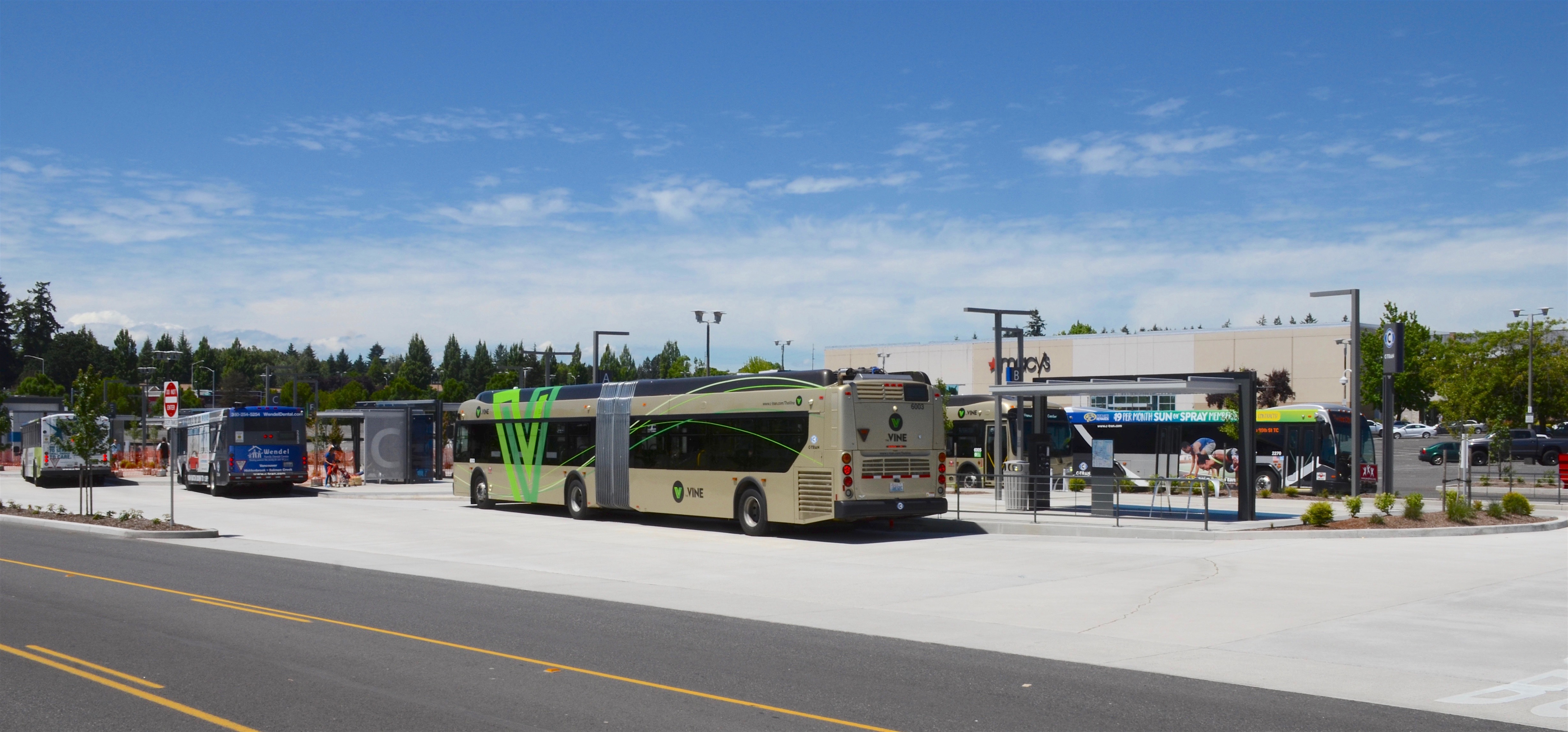
Az új Vancouver Mall Transit Center

A 2008-as ötletelések után 2012-ben véglegesítették a The Vine BRT-vonal terveit, amelyet 2017 januárjában adtak át. A 2016-os és 2017-es építkezések során új buszpályaudvar létesítettek a Vancouver Mall bevásárlóközpont déli felén, amely az 1985-ben megnyílt, az északi oldalon lévő, kisebb állomást váltotta fel. Az autóbusz-pályaudvart a BRT-járattal együtt avatták fel.
A vezérigazgatói poszton 2017. június 26-án hároméves szerződéssel Shawn M. Donaghy váltotta Jeff Hammet, aki tíz évig töltötte be a tisztséget.

## Működés

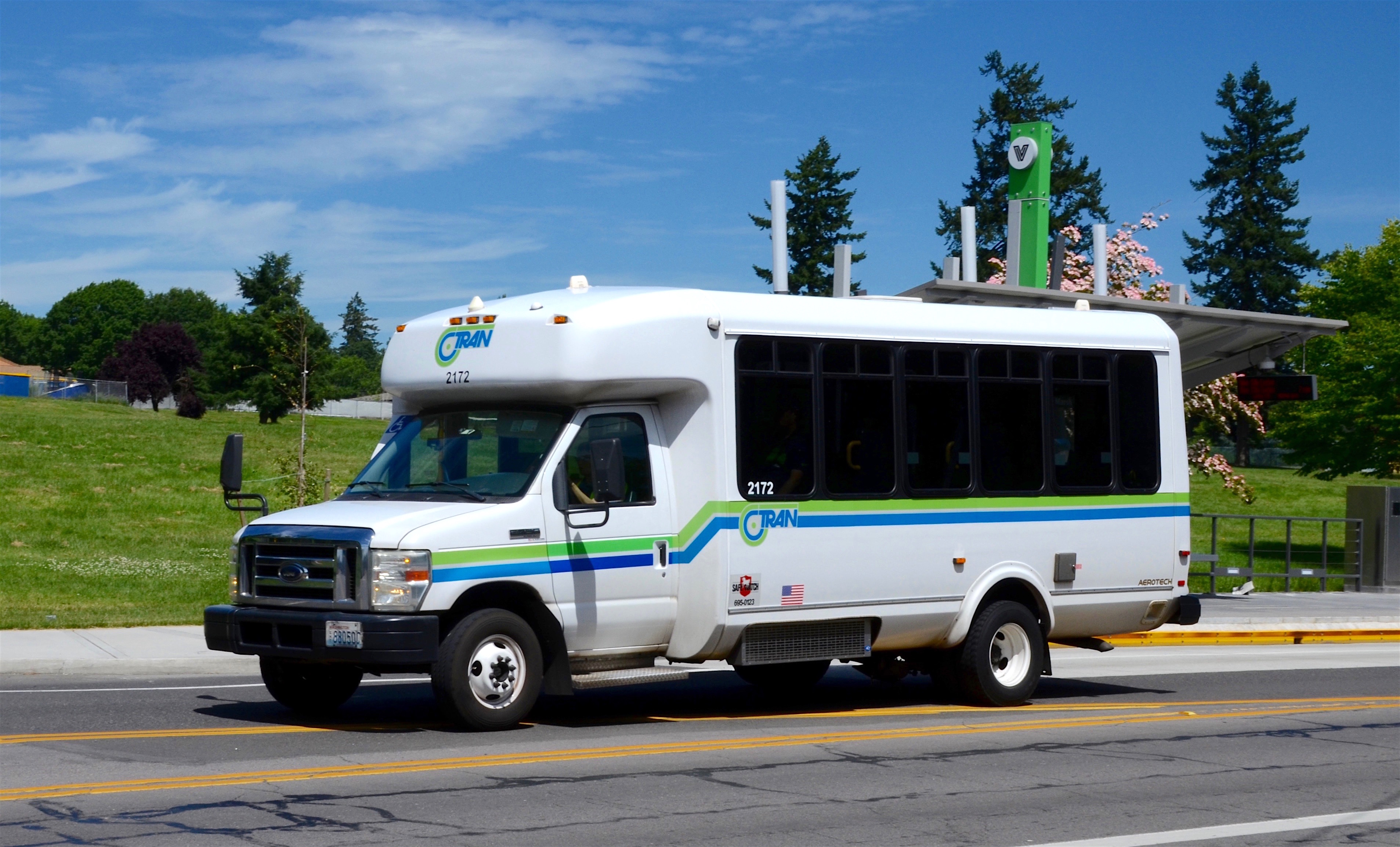
Régi színtervet viselő C-Van minibusz

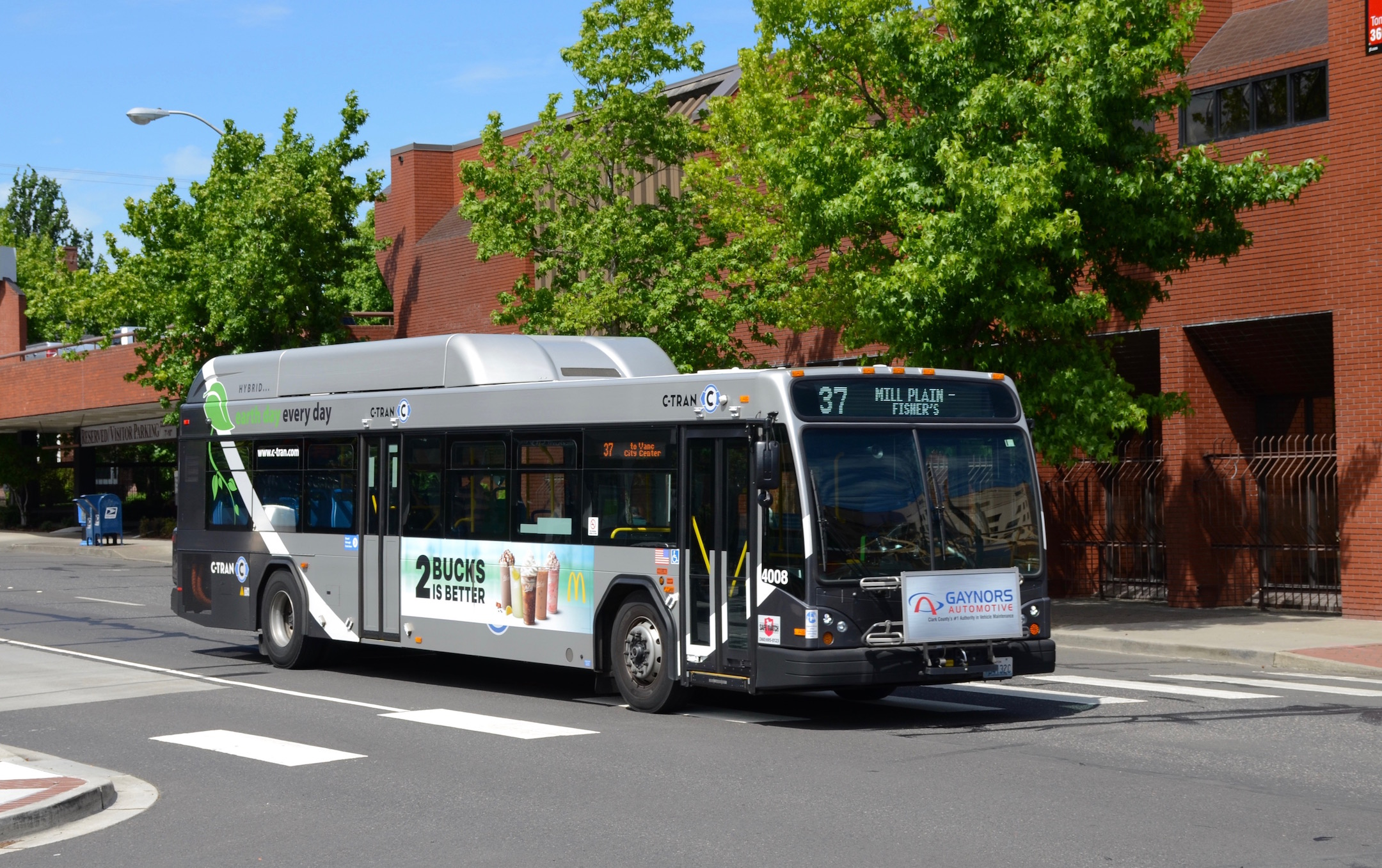
Alacsony padlós Gillig BRT

A járatok a hét minden napján futnak, viszont vasárnap és ünnepnapokon a Portland felé közlekedő expresszjáratok ritkábban, vagy nem járnak. A helyi buszok reggel negyed héttől éjfélig közlekednek. A Portland felé tartó expresszjáratok 5:20-tól üzemelnek, ellenkező irányban az utolsó este hét órakor indul. A város felé hétvégente csak a 60-as (Delta Park Limited), a Delta Park/Vanport vasúti megállóig és a Jantzen strandig, valamint a 65-ös, a Parkrose/Sumner Transit Center felé közlekedő járatok üzemelnek. Hétvégenként ez utóbbi első indulása 8:30-kor van, visszafele pedig utoljára 6:40-kor gördül ki. A The Connector telebusz hétköznapokon 5:30 és 19:30 között működik.
A C-Tran 18 helyi vonalat, a C-Van mozgáskorlátozottakat szállító szolgáltatást és a The Connector telebuszt üzemelteti. A járatok többségének követési ideje 15 és 70 perc között változik. A legkihasználtabb buszok a The Vine és a 37-es (Mill Plain/Fisher's) vonal.
A fentieken kívül hét expresszbusz is jár a Portland Transit Mallhoz; ezeken speciális, expressz díjszabás van érvényben, mely jegyeket a TriMet is elfogad. A vállalat négy gyorsjáratot is üzemeltet: a 41-est a Fisher's Landing Transit Center és Vancouver belvárosa között, a 47-est és 60-ast a Delta Park/Vanport könnyűvasúti megálló felé, valamint a 65-öst a Parkrose/Sumner Transit Center felé. A 41-est kivéve mindegyik gyorsjáraton helyközi díjszabás van érvényben, és a jegyekkel át lehet szállni a TriMet járataira.

### The Vine

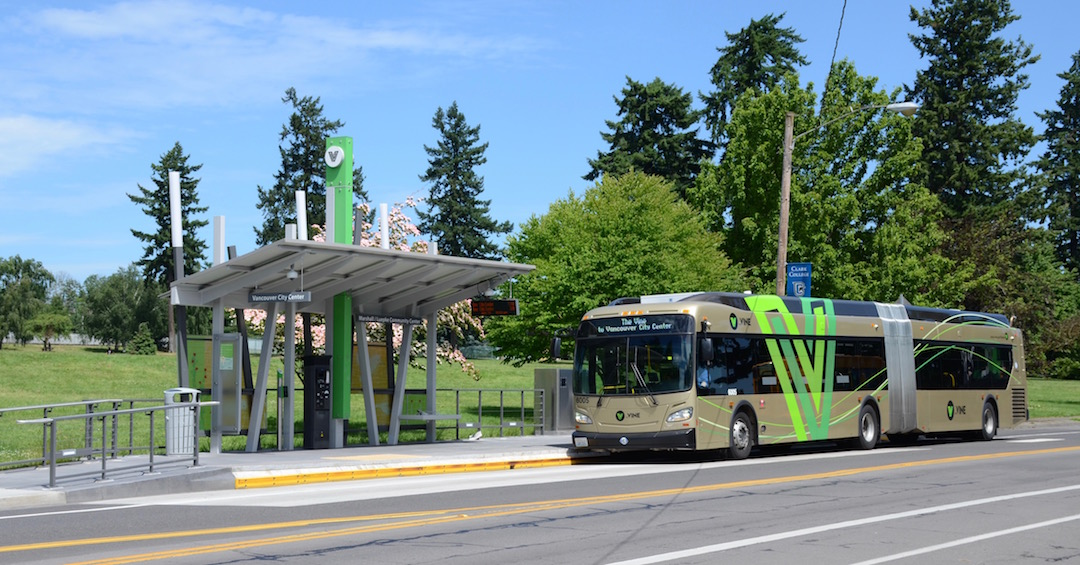
Busz a Marshall/Luepke Community Center megállóhelyen

A The Vine egy bus rapid transit vonal, amely a Vancouver Mall Transit Center és a 7th Street at Turtle Place megállók között, a Fourth Plain sugárút és a Fort Vancouver út mentén közlekedik. A vonalon tíz darab alacsony padlós csuklós busz teljesít szolgálatot, ezek 10–15 percenként, a közúti forgalommal közös pályán közlekednek. A vonal összes megállója akadálymentesített. A járat a 4-es és 44-es buszokat váltotta ki, amelyeken naponta összesen hatezren utaztak. A vonal előnyei közé tartozik a jelzőlámpákkal biztosított elsőbbség, illetve a már a megállókban elvégzett jegyellenőrzés; ezekkel tíz perccel rövidült a menetidő. A tanulmányok kidolgozása 2008-ban kezdődött, az 53 millió dolláros projektre pedig 2014 júliusában bólintott rá a kormányzat; az összeget 80%-ban szövetségi, 6%-ban állami és 14%-ban helyi forrásokból fedezték. A szövetségi közlekedési hatóság végül 2015. szeptember 10-én ítélte meg a 38,5 milliós kormánytámogatást.
Az alapkőletétel 2015. augusztus 24-én volt a belvárosi végállomáson; a vonal munkálataival 2017 januárjában készültek el. A megnyitót 7-én tartották, a buszok pedig egy nappal később startoltak el.
2014 novemberében a projekt ellenzői keresetet nyújtottak be a C-Tran ellen, hogy ne használhasson fel szövetségi forrásokat a lakosság beleegyezése nélkül.

### Díjszabás
A 2016. szeptember 1-jétől érvényes jegy- és bérletárak:
| Jegytípus                              | Menetrend szerinti járatok | Menetrend szerinti járatok | Menetrend szerinti járatok | C-Van (mozgáskorlátozottak szállítása) | C-Van (mozgáskorlátozottak szállítása) |
| Jegyek                                 | Jegyek                     | Jegyek                     | Jegyek                     | Jegyek                                 | Jegyek                                 |
| -------------------------------------- | -------------------------- | -------------------------- | -------------------------- | -------------------------------------- | -------------------------------------- |
|                                        | Helyi                      | Helyközi                   | Expressz                   | Helyi                                  | Helyközi                               |
| Teljes árú                             | $1,80                      | $2,50                      | $3,85                      | $1,80                                  | $2,50                                  |
| Fiatal/nyugdíjas/ Medicare-biztosított | $0,90                      | $1,25                      | $3,85                      | $1,80                                  | $2,50                                  |
| Napijegyek                             |                            |                            |                            |                                        |                                        |
| Teljes árú                             | $4,25                      | $5                         | $7,70                      | $4,25                                  | $5                                     |
| Fiatal/nyugdíjas                       | $2,50                      | $2,50                      | $7,70                      | $4,25                                  | $5                                     |
| Havibérletek                           |                            |                            |                            |                                        |                                        |
| Teljes árú                             | $62                        | $100                       | $125                       | $59                                    | $100                                   |
| Kedvezményes                           | $28                        | $100                       | $125                       | $59                                    | $100                                   |
| Fiatal/nyugdíjas                       | $28                        |                            | $125                       | $59                                    | $100                                   |

Megjegyzések:
- A helyi jegyek csak Clark megyében érvényesek és nem jogosítanak fel átszállására
- A helyközi jegyek a C-Tran, a Trimet és a Portland Streetcar minden, nem expresszjáratán érvényes és egyszeri átszállásra jogosít
- Az Oregonba átjáró buszokon csak a helyközi és expressz jegyek érvényesek és mindkettő feljogosít egyszeri átszállásra
- Nyugdíjasok, fogyatékkal élők és társadalombiztosítási kártyával rendelkezők hétköznapokon 9 és 15 óra között a 105-ös buszon 50%-os kedvezménnyel utazhatnak
- Helyközi napijegyet a C-Tran járművezetőinél vagy a TriMet pénztáraiban lehet vásárolni

#### Tarifaközösség a TriMettel
A C-Tran 2007. szeptember 1-jével újra lehetővé tette az átszállásokat, így a TriMettel együtt bizonyos esetekben elfogadják a másik társaság által kibocsátott jegyeket és bérleteket.

##### C-Tran-jegyek a TriMet járatain
A C-Tran által kibocsátott helyi- és helyközi jegyek a TriMet hálózatán és a portlandi villamosokon helyközi jegynek számítanak. Az expressz napijegyet a TriMet napijegyként fogadja el, valamint ez a jegytípus érvényes a libegőn is. A C-Tran felsőoktatási bérletét a TriMet nem fogadja el.
A TriMet elfogadja a másik vállalat összes helyközi és expressz jegyét és bérletét, viszont ezek nem érvényesek a mozgáskorlátozottakat szállító TriMet Lift kisbuszokon.

##### TriMet-jegyek a C-Tran járatain
A TriMet Lift (mozgáskorlátozott bérlet), illetve a közoktatási bérlet nem érvényes a C-Tran vonalain, viszont ez utóbbit fel lehet mutatni diákjegy vásárlásához. A TriMet napijegyét a C-Tran elfogadja. A TriMet jegyeit és bérleteit a C-Tran a helyi vonalakon fogadja el; a nem érvényesített jegyeket nem lehet másik típusra váltani.
A Portland belvárosa felé közlekedő expresszjáratokon csak a C-Tran által eladott jegyek érvényesek.

##### Nem érvényesített jegyek
2014. szeptember 1-jétől a jegyeket csak a kibocsátó társaságnál lehet érvényesíteni. Az expresszjáratokon érvényes kártyákkal akkor lehet a TriMet járatain továbbutazni, ha azokat egy C-Tran-alkalmazott előzőleg érvényesítette.

## Járművek
Állaglista a 2021. januári állapotok alapján:
| Számcsoport                                                   | Típus                    | Gyártás éve | Darabszám | Ülőhelyek | Hossz (m) | Üzemanyag | Megjegyzések                                                                        | Kép |
| ------------------------------------------------------------- | ------------------------ | ----------- | --------- | --------- | --------- | --------- | ----------------------------------------------------------------------------------- | --- |
| 1776                                                          | Gillig Phantom           | 2003        | 1         | 43+2      | 12        | Dízel     | Korábbi pályaszáma 2222                                                             |     |
| 2218, 2220, 2223, 2224, 2226-2228, 2231–2233, 2235, 2237–2251 | Gillig Phantom           | 2003        | 27        | 43+2      | 12        | Dízel     | A 2222 új pályaszáma 1776                                                           |     |
| 2262–2266                                                     | Gillig BRT               | 2008        | 5         | 26+2      | 9         | Dízel     |                                                                                     |     |
| 2267–2671                                                     | Gillig BRT               | 2008        | 5         | 32+2      | 11        | Dízel     |                                                                                     |     |
| 2272–2283                                                     | Gillig BRT HEV           | 2008        | 12        | 36+2      | 12        | Hibrid    |                                                                                     |     |
| 2284–2290                                                     | Gillig Low Floor         | 2009        | 7         | 32+2      | 11        | Dízel     |                                                                                     |     |
| 2291–2294                                                     | Gillig BRT HEV           | 2010        | 4         | 39+2      | 12        | Hibrid    |                                                                                     |     |
| 2401–2404                                                     | Gillig BRT               | 2010        | 4         | 11        | 32+2      | Dízel     |                                                                                     |     |
| 2901–2902                                                     | Gillig BRT               | 2015        | 2         | 9         | 28+2      | Dízel     |                                                                                     |     |
| 4001–4016                                                     | Gillig BRT HEV           | 2015        | 16        | 12        | 39+2      | Hibrid    | A 4001–4009 számcsoport járművei Clark megye településeire utaló színezést viselnek |     |
| 4017–4020                                                     | Gillig BRT HEV           | 2016        | 4         | 12        | 39+2      | Hibrid    |                                                                                     |     |
| 4021–4034                                                     | Gillig BRT HEV           | 2018        | 14        | 12        | 37+2      | Hibrid    |                                                                                     |     |
| 4035–4038                                                     | Gillig BRT HEV           | 2019        | 4         | 12        | 37+2      | Hibrid    |                                                                                     |     |
| 6001–6010                                                     | New Flyer Xcelsior XDE60 | 2016        | 10        | 18        | 47+2      | Hibrid    | A The Vine BRT járművei                                                             |     |
| 6011–6012                                                     | New Flyer Xcelsior XDE60 | 2018        | 2         | 18        | 54+2      | Hibrid    |                                                                                     |     |

### Mozgáskorlátozottak szállítására alkalmas buszok
| Számcsoport | Típus                      | Gyártás éve | Darabszám | Ülőhelyek | Üzemanyag |
| ----------- | -------------------------- | ----------- | --------- | --------- | --------- |
| 2169–2174   | ElDorado National Aerotech | 2008        | 6         | 15        | Dízel     |
| 2175–2183   | ElDorado National Aerotech | 2010        | 9         | 14        | Dízel     |
| 2301–2302   | ElDorado National Aerotech | 2012        | 2         | 15        | Benzin    |
| 2303–2304   | ElDorado National Aerotech | 2015        | 2         | 16        | Dízel     |
| 2501–2512   | ElDorado National Aerotech | 2015        | 13        | 14        | Dízel     |
| 2513        | ElDorado National Aerotech | 2017        | 1         | 14        | Dízel     |
| 5001–5002   | Ford Transit               | 2017        | 2         | 6         | Dízel     |
| 5003–5012   | Ford Transit               | 2018        | 10        | 6         | Dízel     |
| 5101–5124   | Ford StarTrans             | 2018        | 24        | 8         | Dízel     |

## Fordítás
- Ez a szócikk részben vagy egészben  a   C-Tran (Washington) című angol Wikipédia-szócikk ezen változatának fordításán alapul.  Az eredeti cikk szerkesztőit annak laptörténete sorolja fel. Ez a jelzés csupán a megfogalmazás eredetét és a szerzői jogokat jelzi, nem szolgál a cikkben szereplő információk forrásmegjelöléseként.